# الغور
الغور، روستایی از توابع بخش قلندرآباد شهرستان فریمان در استان خراسان رضوی ایران است.روستای تاریخی در منطقه کوهستانی قرار دارد.این روستا در گذشته دارای قلعه و برج و باروی بود.چند گورستان اطراف روستا وجود داشت .از فریمان تا الغور ۸۵ کیلومتر فاصله است.در سه کیلومتری روستا مزار منسوب به پیر بغو قرار دارد.

## جمعیت
این روستا در دهستان سفیدسنگ قرار دارد و براساس سرشماری مرکز آمار ایران در سال ۱۳۸۵، جمعیت آن ۲۰۶ نفر (۴۰خانوار) بوده‌است.در حال حاضر ۸۰ خانوار جمعیت دارد.دارای دهیاری و مسجد و مدرسه ...قنات است.کودکان باهوش و با استعداد روستا منتظر توجه مسئولان در تخصیص سهمیه نفت برای گذر از سرما هستند.روستا جاده ای خاکی و صعب العبور دارد و اینترنت ندارند. گوشی همراه در روستا آنتن دهی ندارد...